# Tom LaGarde
Thomas Joseph "Tom" LaGarde (Detroit, Míchigan, 10 de febrero de 1955) es un exjugador de baloncesto estadounidense que jugó 6 temporadas en la NBA y otras dos en la liga italiana. Con 2,08 metros de altura, lo hacía en la posición de ala-pívot.

## Trayectoria deportiva

### Universidad
Jugó durante cinco temporadas con los Tar Heels de la Universidad de Carolina del Norte en Chapel Hill, en las que promedió 9,9 puntos y 5,3 rebotes por partido. En su última temporada, a pesar de lesionarse y perderse los últimos 13 partidos, fue incluido en el mejor quinteto de la Atlantic Coast Conference, tras promediar 15,1 puntos y 7,4 rebotes.

### Selección nacional
Fue convocado por su entrenador en la universidad, Dean Smith, con la selección de baloncesto de Estados Unidos que compitió en los Juegos Olímpicos de Montreal 1976, en los que ganaron la medalla de oro. Jugó seis partidos, en los que promedió 6,6 puntos y 1,8 rebotes por partido, siendo pieza clave en las semifinales ante Canadá, donde anotó 16 puntos.

### Profesional
Fue elegido en la novena posición del Draft de la NBA de 1977 por Denver Nuggets, donde, recién salido de la lesión, jugó 77 partidos, en los que tan solo promedió 4,0 puntos por partido. Nada más finalizar la temporada, fue traspasado a Seattle Supersonics a cambio de una futura ronda del draft.
En los Sonics se ganó el puesto de pívot titular, mientras que Jack Sikma hacía las funciones de ala-pívot. Pero solo pudo disputar 23 partidos, al romperse los ligamentos de la rodilla derecha (la que no se rompió en su época universitaria). A pesar de ello tuvo buenos números, promediando 11,0 puntos y 8,3 rebotes, con un 53% de acierto en el tiro de campo, ayudando a su equipo a conseguir el único título de campeón en la historia de la franquicia, derrotando en la final a Washington Bullets por 4-1. Al año siguiente Sikma recuperó su posición natural de pívot titular, pasando LaGarde a ser su suplente, lo cual lo notaron demasiado sus estadísticas, que no pasaron de los 4,7 puntos por partido.
Antes del comienzo de la temporada 1980-81, y tras no ser protegido por su equipo, fue incluido en el draft de expansión, siendo escogido por la nueva franquicia de los Dallas Mavericks. Esa temporada fue pieza clave de su equipo, siendo titular en todos los partidos y acabando como máximo reboteador con 8,1 capturas, batiendo además su récord personal de anotación, con 13,7 puntos por partido. Pero las lesiones siguieron pasándole factura, perdiéndose casi la mitad de los partidos de la temporada siguiente y siendo finalmente despedido por los Mavs.
Viéndose sin equipo en la NBA, acabó aceptando la oferta de la San Benedetto Gorizia de la liga italiana. Allí permaneció dos temporadas, en las que promedió 14,7 puntos y 9 rebotes por partido. Regresó en noviembre de 1984 a la liga norteamericana, fichando como agente libre por New Jersey Nets, pero no disputó nada más que un partido antes de ser cortado, retirándose definitivamente.

## Estadísticas de su carrera en la NBA

### Temporada regular
| Temporada | Edad | Equipo              | Liga | P   | TIT | MIN  | TC  | TCA  | %TC  | 3P  | 3PA | %3P  | TL  | TLA | %TL  | R.OF. | R.DEF. | REB | ASIS | ROB | TAP | PER | FP  | PTS  |
| 1977-78   | 22   | Denver Nuggets      | NBA  | 77  |     | 11.3 | 1.2 | 3.1  | .405 |     |     |      | 1.5 | 1.9 | .760 | 1.0   | 1.8    | 2.8 | 0.6  | 0.2 | 0.2 | 1.3 | 1.9 | 4.0  |
| 1978-79   | 23   | Seattle SuperSonics | NBA  | 23  |     | 25.0 | 4.3 | 7.9  | .541 |     |     |      | 2.5 | 4.1 | .600 | 2.7   | 5.6    | 8.3 | 1.4  | 0.3 | 0.8 | 2.0 | 3.3 | 11.0 |
| 1979-80   | 24   | Seattle SuperSonics | NBA  | 82  |     | 14.2 | 1.8 | 3.7  | .477 | 0.0 | 0.0 |      | 1.1 | 1.7 | .657 | 1.5   | 2.3    | 3.8 | 1.1  | 0.2 | 0.4 | 1.2 | 2.5 | 4.7  |
| 1980-81   | 25   | Dallas Mavericks    | NBA  | 82  |     | 32.6 | 5.1 | 10.8 | .470 | 0.0 | 0.0 |      | 3.5 | 5.4 | .649 | 2.2   | 6.0    | 8.1 | 2.9  | 0.4 | 0.5 | 2.5 | 3.6 | 13.7 |
| 1981-82   | 26   | Dallas Mavericks    | NBA  | 47  | 28  | 19.3 | 2.4 | 5.7  | .420 | 0.0 | 0.0 | .000 | 1.8 | 3.5 | .518 | 1.3   | 3.1    | 4.5 | 1.0  | 0.4 | 0.4 | 1.7 | 2.9 | 6.6  |
| 1984-85   | 29   | New Jersey Nets     | NBA  | 1   | 0   | 8.0  | 0.0 | 1.0  | .000 | 0.0 | 0.0 |      | 1.0 | 2.0 | .500 | 1.0   | 1.0    | 2.0 | 0.0  | 0.0 | 0.0 | 1.0 | 2.0 | 1.0  |
| Total     |      |                     | NBA  | 312 | 28  | 19.9 | 2.8 | 6.0  | .462 | 0.0 | 0.0 | .000 | 2.0 | 3.2 | .640 | 1.6   | 3.5    | 5.1 | 1.5  | 0.3 | 0.4 | 1.7 | 2.8 | 7.6  |

### Playoffs
| Temporada | Edad | Equipo              | Liga | P  | MIN | TCA | TC | 3PA | 3P | TLA | TL | R.OF. | REB | ASIS | ROB | TAP | PER | FP | PTS | %TC  | %3P | %FT  | MIN  | PTS | REB | AST |
| 1977-78   | 22   | Denver Nuggets      | NBA  | 9  | 77  | 10  | 19 |     |    | 5   | 7  | 9     | 18  | 7    | 0   | 2   | 9   | 12 | 25  | .526 |     | .714 | 8.6  | 2.8 | 2.0 | 0.8 |
| 1979-80   | 24   | Seattle SuperSonics | NBA  | 14 | 163 | 17  | 46 | 0   | 0  | 9   | 11 | 13    | 40  | 12   | 2   | 0   | 7   | 25 | 43  | .370 |     | .818 | 11.6 | 3.1 | 2.9 | 0.9 |
| Total     |      |                     | NBA  | 23 | 240 | 27  | 65 | 0   | 0  | 14  | 18 | 22    | 58  | 19   | 2   | 2   | 16  | 37 | 68  | .415 |     | .778 | 10.4 | 3.0 | 2.5 | 0.8 |